# Duktilitet

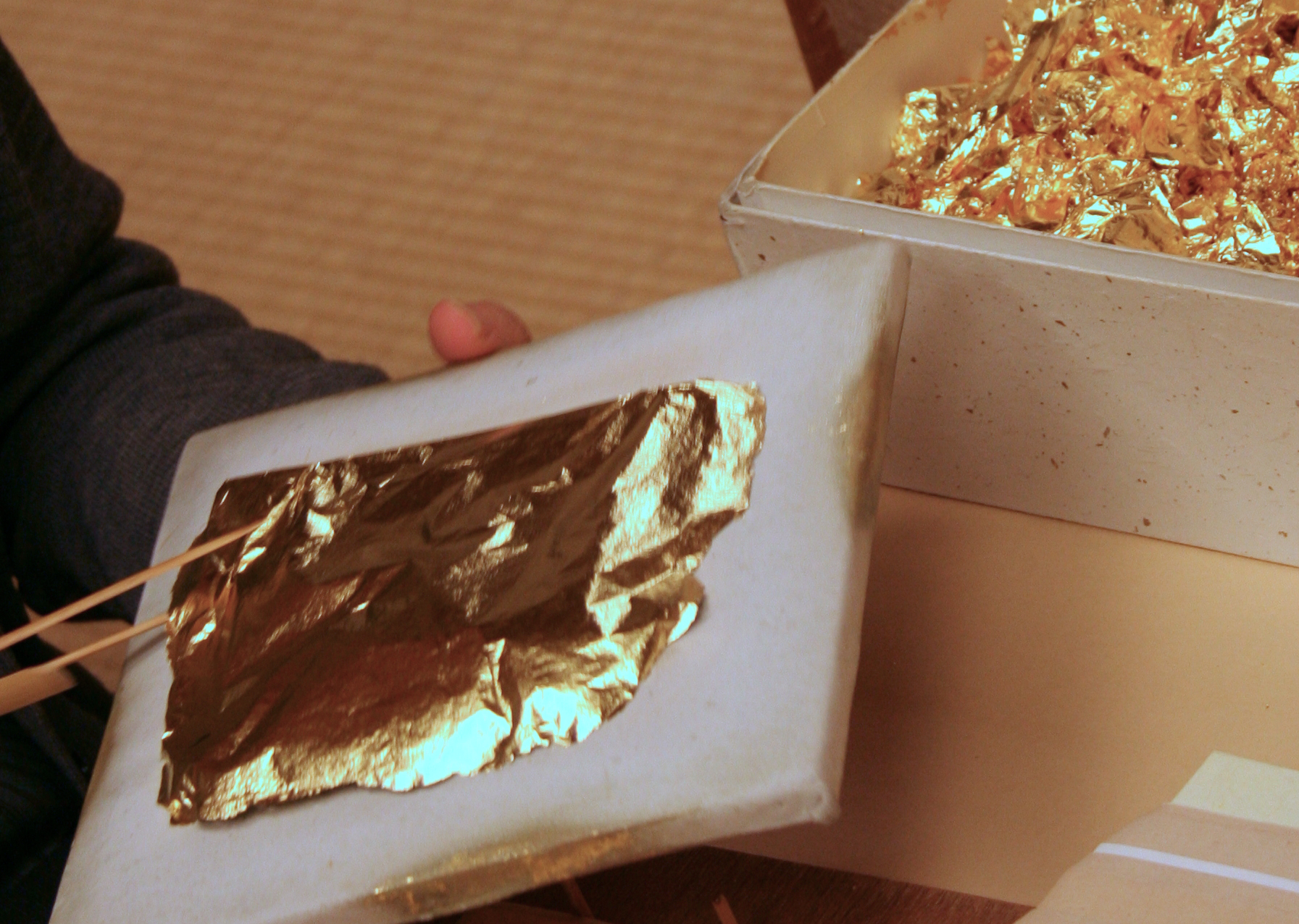
Guld kan hamras till bladguld.

Duktilitet är ett mått på ett materials förmåga att utsättas för plastisk deformation utan att sprickbildning uppstår. Duktilitet ska inte blandas ihop med seghet, som är ett mått på ett materials förmåga att ta upp en last utan spricktillväxt.